# Bohrfliegen

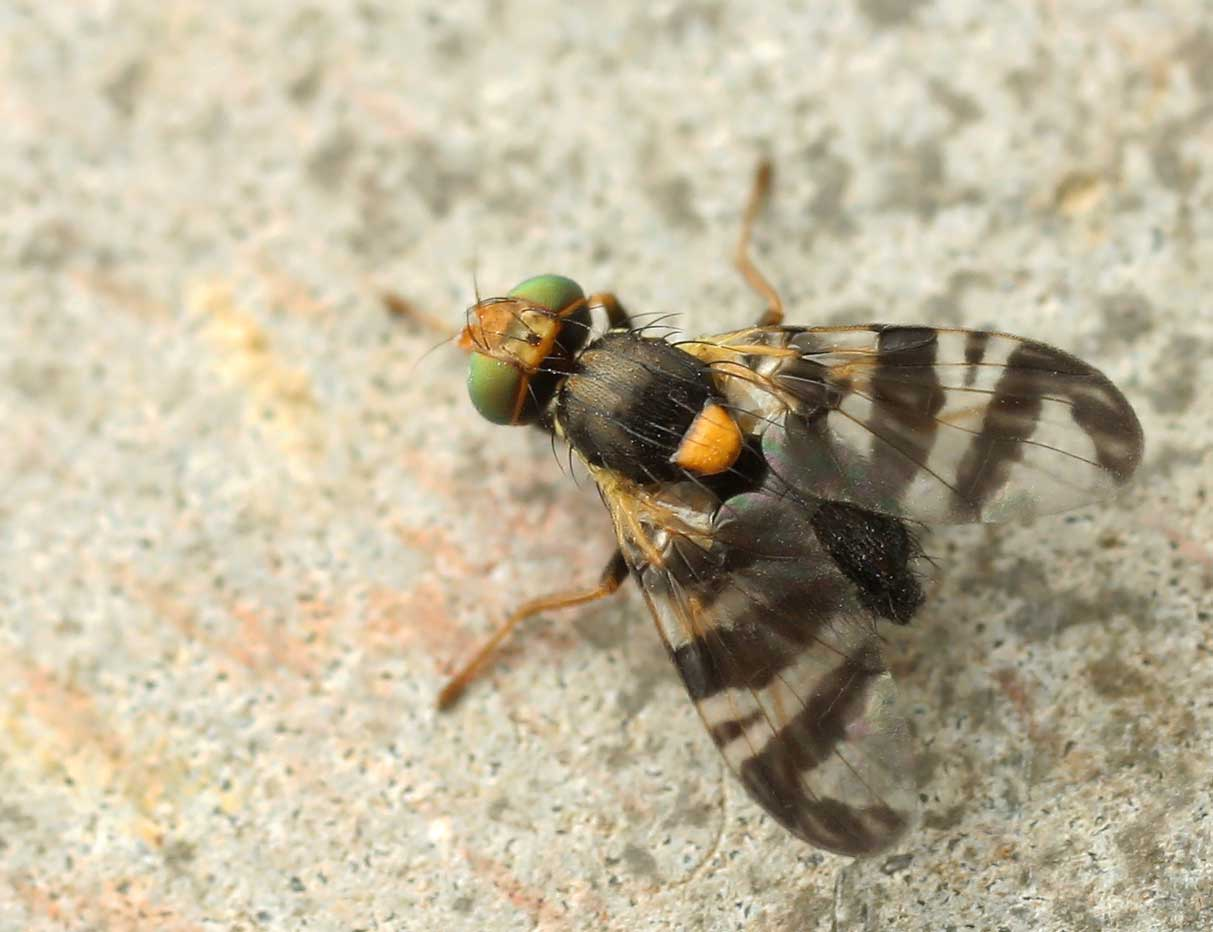
Kirschfruchtfliege (Rhagoletis cerasi)

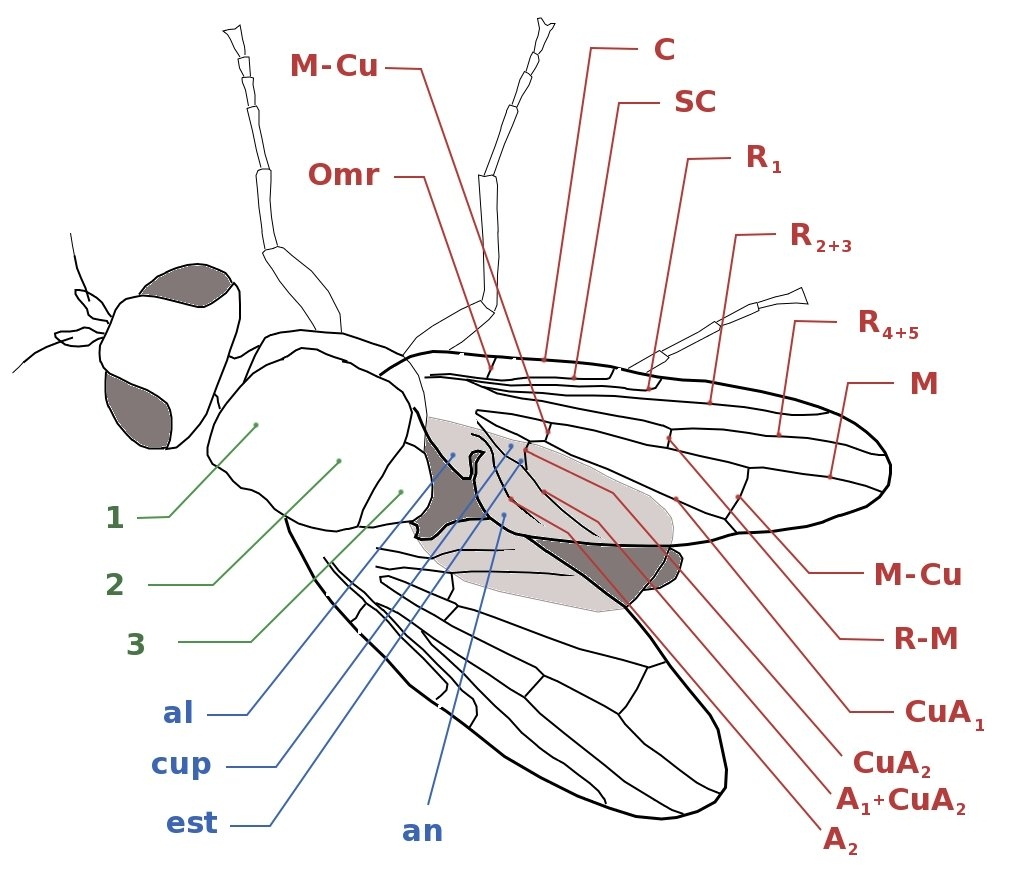
Morphologie der Tephritidae

Die Frucht- oder Bohrfliegen (Tephritidae, früher auch Trypetidae) sind eine Familie der Fliegen (Brachycera). Weltweit kommen ca. 4700 Arten in knapp 500 Gattungen vor. In Europa leben ca. 264 Arten in 68 Gattungen. In der Nearktis sind es mehr als 360 Arten in 62 Gattungen. Die Tephritidae sollten nicht mit den Taufliegen (Drosophilidae) verwechselt werden, die im deutschen Sprachgebrauch ebenfalls als „Fruchtfliegen“ bezeichnet werden.

## Merkmale
Es handelt sich bei ihnen um kleine bis mittelgroße Fliegen mit auffällig gezeichneten Flügeln. Neben den Facettenaugen haben die Tiere auch Punktaugen (Ocelli). Ihre Fühler sind dreisegmentig, ihre Mundwerkzeuge sind gut ausgebildet. Die Weibchen haben eine ausstülpbare Legeröhre (Ovipositor).

## Lebensweise
Die Imagines haben meist eine nur sehr kurze Lebensdauer von mehreren Tagen.
Die madenförmigen Larven der Tiere leben phytophag fast ausschließlich im Inneren von Pflanzen und kommen in nahezu allen Teilen der Pflanzen vor. Dabei bilden manche Arten auch Pflanzengallen. Es gibt auch solche Arten, wie z. B. Euphranta toxoneura, die parasitisch in Pflanzengallen anderer Insekten leben. Die Weibchen stechen ihre Eier mit einer Legeröhre direkt in die Pflanzen und Früchte ein.
Es gibt zahlreiche Arten, die in der Landwirtschaft und im Obstbau mitunter erhebliche Schäden anrichten können. In Kirschplantagen müssen z. B. die Bäume mit Netzen gegen die Kirschfruchtfliege (Rhagoletis cerasi) geschützt werden, deren Larven sich in den Kirschen entwickeln. Bohrfliegen der Gattung Bactrocera können in Olivenplantagen Ernteausfälle von bis zu 100 % verursachen.

## Arten (Auswahl)
Die folgenden Zahlenangaben verstehen sich infolge von Neuzugängen und Umgruppierungen nur ungefähr:
- Unterfamilie Blepharoneurinae (5 Gattungen, 34 Arten)
- Unterfamilie Dacinae (41 Gattungen, 1066 Arten)

- Gattung Bactrocera

- Olivenfruchtfliege (B. oleae)

- Gattung Ceratitis

- Mittelmeerfruchtfliege (C. capitata)

- Unterfamilie Phytalmiinae (95 Gattungen, 331 Arten)
- Unterfamilie Tachiniscinae (8 Gattungen, 18 Arten)
- Unterfamilie Tephritinae (211 Gattungen, 1859 Arten)

- Gattung Chaetorellia

- Chaetorellia jaceae

- Gattung Eurosta

- Goldruten-Gallfliege (E. solidaginis)

- Gattung Sphenella

- S. marginata

- Gattung Terellia  (alias Orellia)

- T. tussilaginis

- Gattung Tephritis

- T. bardanae
- T. cometa
- T. formosa
- T. matricariae
- T. praecox
- T. ruralis
- T. separata
- T. vespertina

- Gattung Trupanea

- T. amoena
- T. stellata

- Gattung Urophora

- Distelbohrfliege (U. cardui)

- Gattung Xyphosia

- X. miliaria

- Unterfamilie Trypetinae (118 Gattungen, 1012 Arten)

- Gattung Anomoia

- Weißdorn-Bohrfliege (A. purmunda)

- Gattung Euleia  (alias Cryptaciura)

- E. heraclei

- Gattung Euphranta

- E. flavorufa
- E. pseudocassia
- E. toxoneura
- E. wrightiae

- Gattung Oxyna

- O. parietina

- Gattung Plioreocepta

- Spargelfliege (P. poeciloptera)

- Gattung Rhagoletis

- Kirschfruchtfliege (R. cerasi)
- Walnussfruchtfliege (R. completa)
- Geißblatt-Made (R. mendax × zephyria)
- Apfelfruchtfliege (R. pomonella)

- Gattung Strauzia

- Sonnenblumenfruchtfliege (S. longipennis)

- Gattung Trypeta

- T. zoe
- Trypeta arnica

- ohne zugewiesene Unterfamilie (incertae sedis, 3 Gattungen, 32 Arten)

- Gattung Oxyphora

- O. pyrethri

- Gattung Pseudorellia

- P. nigrinotum

- Gattung Stylia

- S. sororcula